# Idiochlora thalassica
Idiochlora thalassica är en fjärilsart som beskrevs av Turner 1904. Idiochlora thalassica ingår i släktet Idiochlora och familjen mätare. Inga underarter finns listade i Catalogue of Life.